# Myloplus sauron
Myloplus sauron — вид харациноподібних риб підродини Myleinae родини піраньєвих. Описаний у 2024 році.

## Назва
Вид названо на честь Саурона, головного антагоніста фентезійного роману «Володар перснів». Назва риби пов’язана з вертикальною чорною смугою на рибі, яка нагадує око Саурона з вертикальною зіницею.

## Поширення
Ендемік Бразилії. Поширений у річці Шингу.